# Estase
Na medicina ocidental, estase significa o estado no qual o fluxo normal de um líquido corporal para. Por exemplo, o fluxo de sangue através dos vasos sanguíneos ou o fluxo do conteúdo intestinal através do trato digestivo. De forma semelhante, para a medicina chinesa, mais conhecida no ocidente através da acupuntura, a estase é a retenção da energia vital em alguma parte específica do corpo (órgão ou víscera), constituindo por si só uma patologia.
O termo encontra, entretanto, aplicação em outros ramos do conhecimento, com o sentido genérico de entorpecimento, paralisia.
Na Psicanálise é ainda aplicado em "Estase da Libido", estado no qual o indivíduo não descarrega sua energia libidinal, ou seja, não há fluxo da libido.
Para a biologia, por exemplo, a estase significa os períodos, durante a evolução, em que as espécies se mantêm relativamente sem mudanças.